# Trottolino
Trottolino è un personaggio dei fumetti protagonista di una omonima serie a fumetti edita in Italia dal 1952 al 1990. Il personaggio è creato da Giorgio Rebuffi. La testata omonima è una pietra miliare nella storia del fumetto italiano in quanto fu la prima pubblicazione delle Edizioni il Ponte che successivamente divennero le Edizioni Bianconi e poi infine Editoriale Metro.

## Storia editoriale
Il primo numero sarà disegnato quasi per intero da Giorgio Rebuffi che, nell'arco di tre numeri, abbandonerà il personaggio, riducendo i suoi interventi alle avventure di Tom Porcello, del Fantasma Aiace ed altri comprimari di testata. Trottolino viene ripreso da Paolo Coppola su testi di Giorgio Di Simone e in seguito da Nicola Del Principe, il quale lo disegnerà per alcuni decenni quasi in esclusiva per migliaia di tavole. Del Principe sviluppa comprimari come il ricco zio Trottolone, il verde alieno Piopok, i complici fuorilegge Sberla e Jack Bull. Sin dall'inizio sulla testata compaiono anche storie con altri personaggi opera di Giovan Battista Carpi, Giorgio Rebuffi, Tiberio Colantuoni, Luciano Gatto, Luciano Capitanio. Su questa testata debuttò Geppo, personaggio che ottenne un successo tale che l'editore decise di creare una seconda testata a lui dedicata.
Vengono pubblicati 446 numeri in 39 anni inizialmente in formato libretto e poi tascabile. Nel 1960 c'è un cambio di denominazione editoriale: da Il Ponte a Bianconi. Dal 1964 il tascabile diventa monotematico presentando solo storie del personaggio. Dagli anni settanta inizia a ristampare alcune storie e dagli anni ottanta è composto esclusivamente di ristampe.

## Biografia del personaggio
È uno scoiattolo antropomorfo e pasticcione simile al Paperino disneyano. Ad accompagnarlo nelle sue avventure apparivano spesso anche lo Zio Trottolone, personaggio analogo a Zio Paperone, e il cane Sammy.

## Curiosità
Esiste un personaggio omonimo pubblicato tra 1945 e il 1946 dalla Alfabeto Editore. 
Esiste un personaggio omonimo pubblicato dal 1964 sul giornalino Braccobaldo dalla Arnoldo Mondadori Editore, il cui nome originale è Top Cat